# Parc relais
 (décembre 2018).
Si vous disposez d'ouvrages ou d'articles de référence ou si vous connaissez des sites web de qualité traitant du thème abordé ici, merci de compléter l'article en donnant les références utiles à sa vérifiabilité et en les liant à la section « Notes et références ».

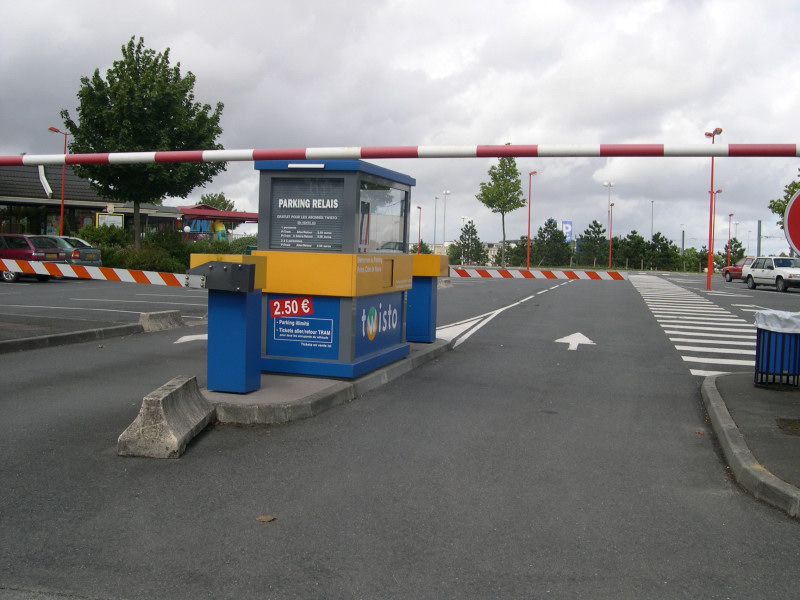
Entrée du parc relais de la Côte-de-Nacre exploité par Twisto (Caen).

Un parc relais (P+R), ou stationnement incitatif au Québec, parfois aussi nommé parking de dissuasion ou parking périphérique, est un espace de stationnement pour automobiles, situé en périphérie d'une ville et destiné à inciter les automobilistes à accéder au centre-ville en transport en commun : métro, tram, train de banlieue ou bus, en leur permettant de remiser leur véhicule dans un parking jusqu'à leur retour. Ce parc de stationnement peut être payant ou gratuit, de surface ou en ouvrage, avec ou sans barrières, gardé ou non.

## Terminologie

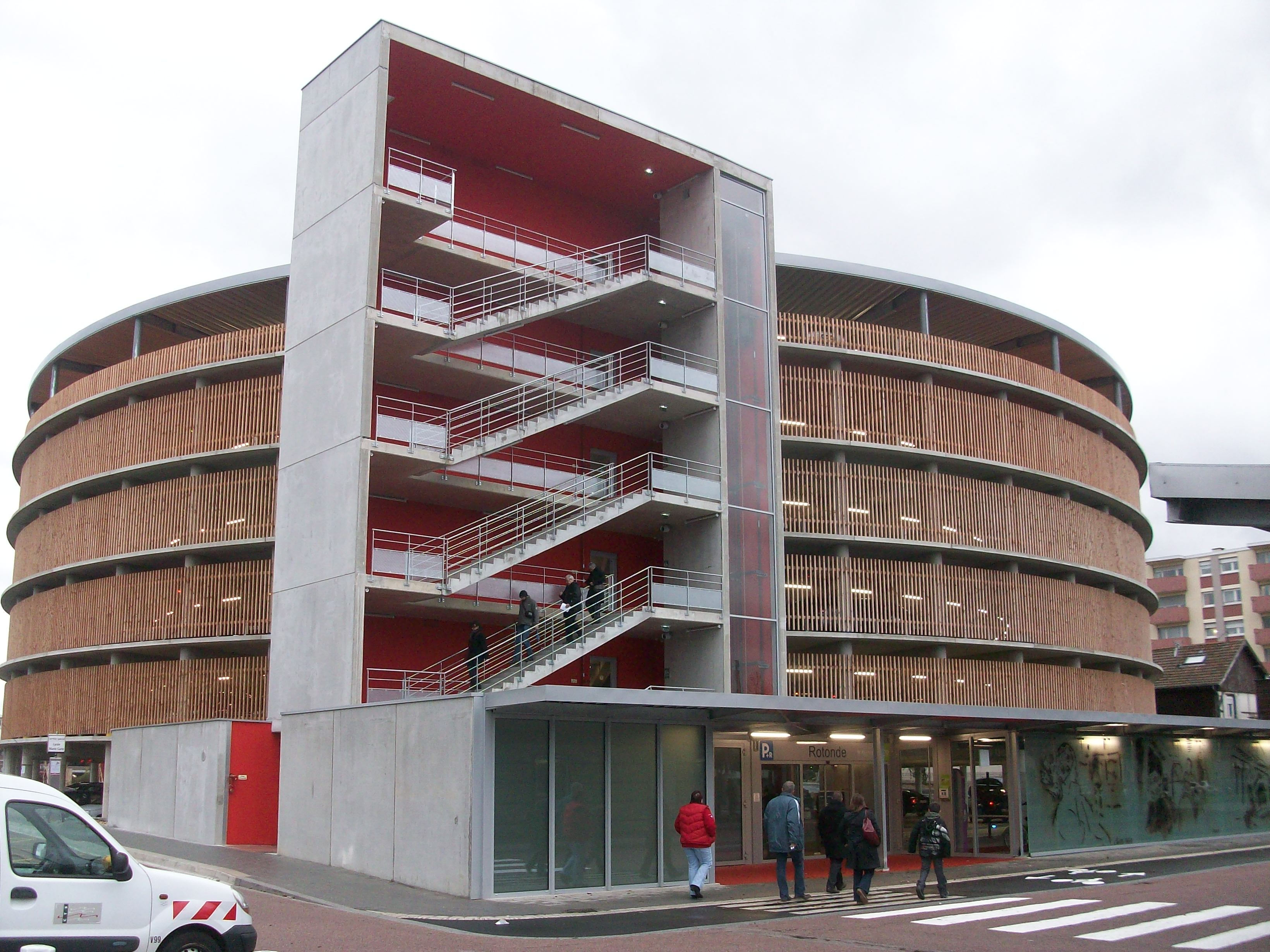
Parc relais - ou P+R, en ouvrage silo à Strasbourg, à la station Rotonde

En Europe, le choix de l'expression francophone « parc relais » résulte d'un souhait de recherche d'homonymie avec le sigle international « P+R »[réf. nécessaire] (park and ride en anglais ; parken und reisen en allemand ; « parquer et rouler » dans d'autres pays francophones) pour obtenir une signalétique routière homogène au niveau national et international. Dans le langage courant, le mot « parking-relais » est souvent usité. Les termes suivants sont des synonymes européens :
- PSR (parc de stationnement régional),
- PIR (parc d'intérêt régional),
- parc de liaison,
- parc de dissuasion ou de persuasion
- parc de rabattement.

En Amérique du Nord anglophone, les termes incentive parking (« stationnement incitatif ») et park and ride (« parc relais ») sont employés comme synonyme. Au Québec, les termes « parc de stationnement incitatif » et « parcobus » (parfois employé avec la graphie « parc-o-bus ») sont ceux préconisés par l'Office québécois de la langue française,.
En Allemagne, le terme « Park & Ride » est employé comme terme générique pour ce concept.
En Suisse, le terme « Park & Rail » est employé comme terme générique pour ce concept.

## Historique
Le concept de stationnements incitatifs provient de l'étalement urbain qui commença à faire sentir ses mauvais côtés au cours des années 1960. Aux États-Unis et au Canada, il est fréquent que les gares de trains de banlieue et de métro comportent de tels stationnements comptant des centaines de places. À Boston et Montréal, par exemple, les sociétés de transport ont construit de tels parcs relais.
Le mouvement a atteint l'Europe en général plus tardivement. Mais en Grande-Bretagne, le premier parc relais ouvrit ses portes à Oxford comme un projet-pilote. Le stationnement d'un motel le long de la A34 a servi à temps partiel comme point de transfert vers le système de bus. Dès 1973, le service était devenu permanent.

## Finalité
Le parc relais est une forme particulière de pôle d'échanges puisqu'il encourage l'intermodalité entre la voiture particulière et les transports publics. Cependant, les parcs relais n'assurent pas de fonctions urbaines et « stérilisent » les abords des stations de transport public[pas clair]. Les parcs relais sont généralement situés au-delà du boulevard périphérique de la ville. Certains permettent aussi le stationnement des vélos et des deux-roues à moteur.
À cause de la concentration d'usagers, les parcs relais sont souvent desservis par des circuits expresses comportant peu d'arrêts avant la destination finale et utilisant des voies réservées. Ils servent donc de collecteurs en banlieue pour le réseau urbain. Ces stationnements peuvent être ouverts sept jours sur sept mais leur utilisation est majoritairement pour le trajet vers le centre-ville le matin et l'inverse en fin de journée les jours ouvrables. Il est souvent interdit d'y laisser son véhicule la nuit.

## Facteurs de succès

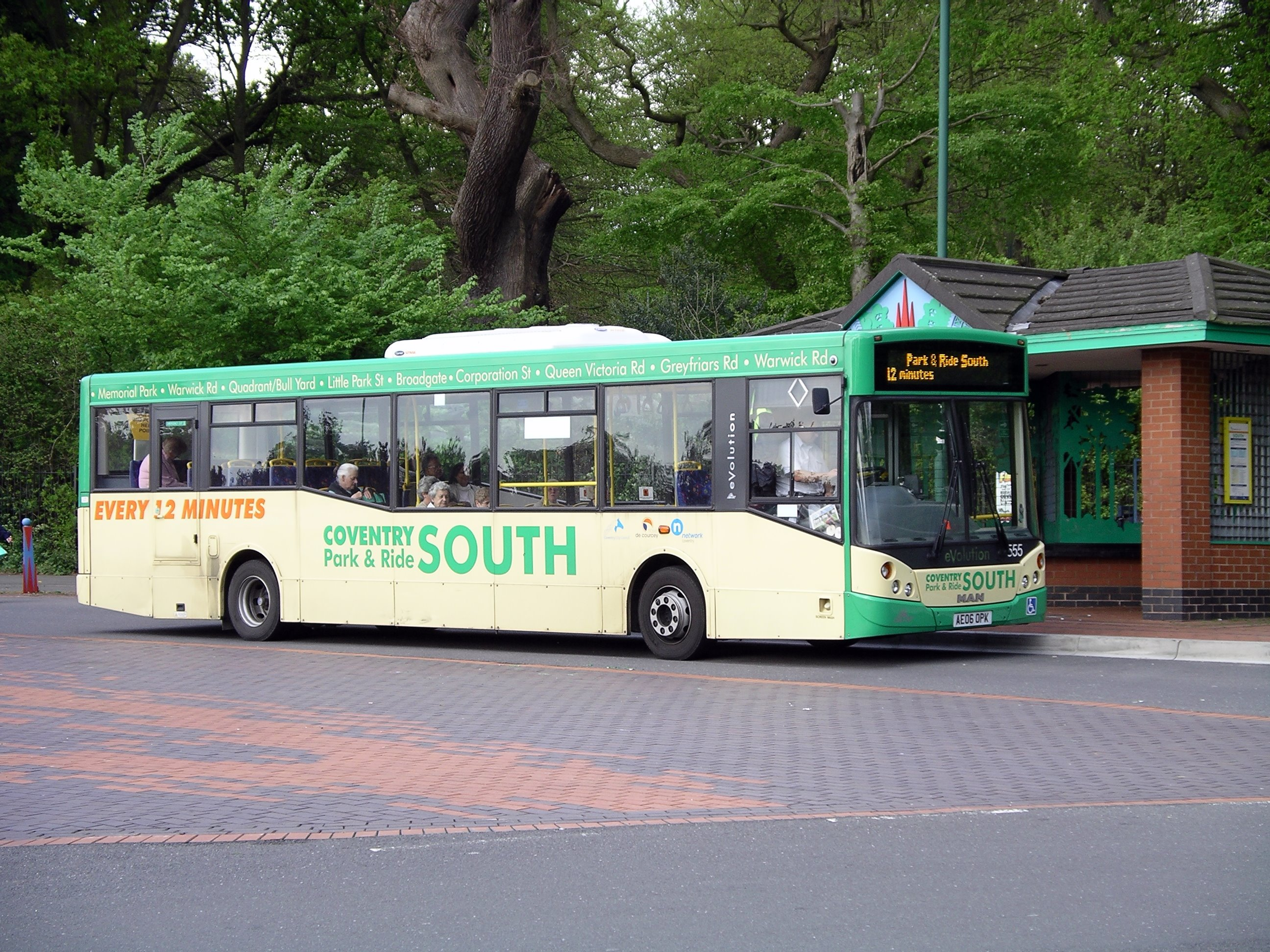
Arrêt de bus dans un parc relais de Coventry (Royaume-Uni).

Le succès d'un parc relais dépend de plusieurs facteurs. Les sociétés de transport en commun publicisent ces parcs en insistant sur la facilité d'accès au centre-ville en échappant à la congestion automobile et aux coûts de stationnement qu'on y retrouve. On parle également de la réduction de la pollution et, dernièrement, de l'émission de gaz à effet de serre. Des pays comme la Suède subventionnent le système en taxant les employeurs mais en réduisant cette taxe pour chaque employé utilisant les stationnements.

### Accessibilité routière
Le parc relais doit être immédiatement accessible depuis les grands axes d'accès à la ville. Ainsi, un parc relais sera d'autant plus fréquenté qu'il se situe à la jonction d'une sortie d'autoroute et d'une ligne de tramway, de train de banlieue ou de métro. Le jalonnement (autoroutier et routier) doit être irréprochable s'il veut capter la clientèle occasionnelle (touristes notamment).

### Qualité de la ligne de transport en commun
La fréquence et la régularité sont déterminantes, l'automobiliste étant d'autant plus enclin à laisser sa voiture qu'il pense pouvoir gagner du temps en le faisant. C'est pourquoi les parcs relais sont le plus souvent implantés à proximité d'un transport rapide qui ne fera que peu d'arrêts avant la destination finale. Le temps de parcours jusqu'au centre-ville (en général) et la présence de plusieurs lignes (tronc commun) est un facteur déterminant.

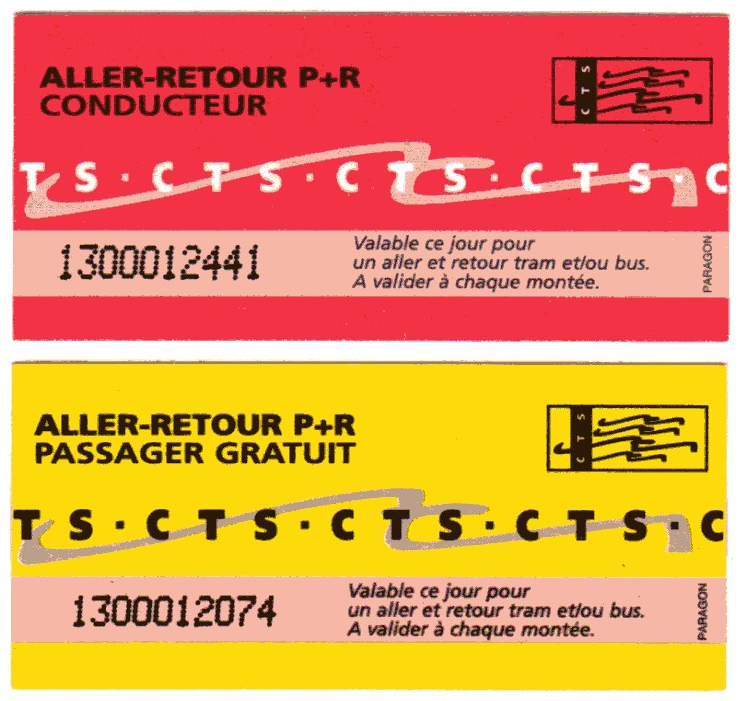
Tickets conducteur et passager à Strasbourg (2013)

### Tarification
Le prix du parc relais et du moyen de transport en commun doit être avantageux, et donc souvent inférieur à celui d'une heure ou deux de stationnement en ouvrage en centre-ville. Les tarifications les plus attractives sont celles qui raisonnent comme le ferait l'automobiliste, c'est-à-dire en fonction du véhicule et non du nombre de passagers. Dans ce cas, une journée de stationnement en parc relais et d'un aller-retour pour tous les occupants du véhicule (parfois limité à cinq ou six personnes) coûte sensiblement le même prix qu'un aller-retour en transport en commun pour une personne seule. Ceci n'est pas sans poser la question de l'équité entre les usagers, puisque les citoyens qui utilisent les transports publics au départ de leur domicile paieront leur transport plus cher que ceux qui viennent jusqu'aux abords de la ville en voiture, alors que le principe d'internalisation des coûts externes des transports vise précisément à faire payer plus cher les usagers de modes polluants.

### Sécurité

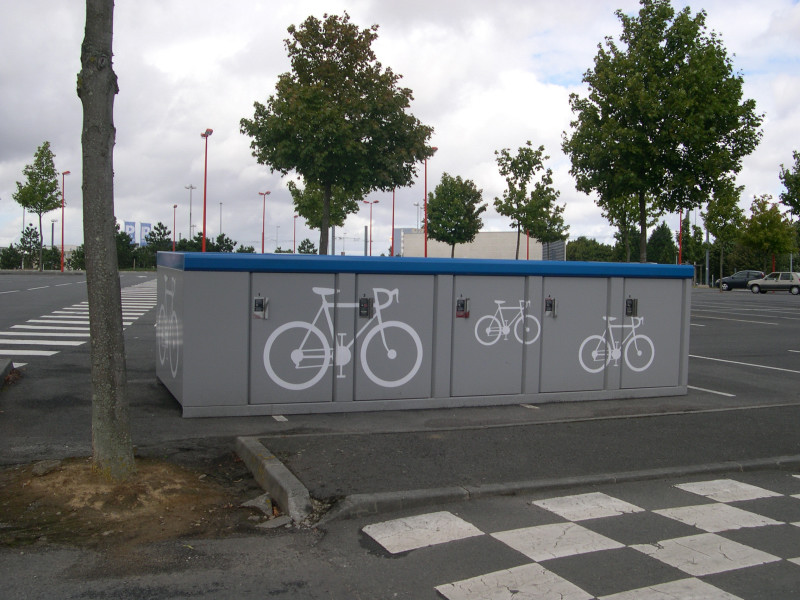
Parc relais de la Côte-de-Nacre, à Caen : stationnements fermés pour vélos

Les automobilistes souhaitent se sentir en sécurité et retrouver leur véhicule en bon état. La présence d'une surveillance est donc très importante. Elle peut prendre plusieurs formes comme le gardiennage, des rondes ponctuelles d'un agent de sécurité, la surveillance vidéo locale ou à distance, la possibilité d'appel via un interphone, etc.

### Services annexes
Dans certains parcs relais, des prestations supplémentaires ont été essayées (nettoyage du véhicule, graissage vidange, etc.). Ces solutions, coûteuses pour l'exploitant du stationnement, n'ont pas réellement démontré leur efficacité.

## Efficacité et effets collatéraux
Tandis qu'ils visent à réduire l'utilisation de la voiture, les recherches conduites au Royaume-Uni montre que les parcs relais ont plutôt l'effet contraire et augmentent le trafic, particulièrement dans les milieux en périphérie des centres urbains pour trois raisons :
- L'implantation d'un parc relais augmente généralement les distances parcourues entre le domicile et le point d'accès au transport collectif;
- Les usagers du transport collectif vont préférer conduire jusqu'au parc relais plutôt que de marcher vers le plus proche arrêt;
- Les routes allégées par un détournement du trafic automobile vers les transports collectifs sont rapidement occupées par de nouveaux déplacements automobiles, réduisant voire annulant les effets souhaités en termes de décongestion[6].

Une revue de littérature américaine montre que dans 9 cas de parc relais étudiés, seulement trois ont montré des effets bénéfiques sur la congestion, le bien-être collectif ou l'opération du réseau de transport en commun. 
Il existe une tension entre les parcs relais et les transit oriented developments (TOD) : la facilité d'accès au transport en commun suppose une valeur foncière élevée tandis que le stationnement offre une rente faible, compte tenu de la gratuité qui prévaut et des coûts d'exploitation,. Un TOD permet de maximiser l'utilisation du sol autour des stations et d'optimiser l'offre et la demande.
En Angleterre, l'empiétement des parcs relais sur des terres agricoles ou des milieux naturels est critiquée par les groupes environnementaux.

## Signalisation
Les panneaux signalant un parc relais en Europe comportent toujours les lettres P et R. En Amérique du Nord, l'usage de pictogrammes est la norme. Ce dernier montre en général une plateforme de train ou d'autobus, selon le cas, avec un « P ».

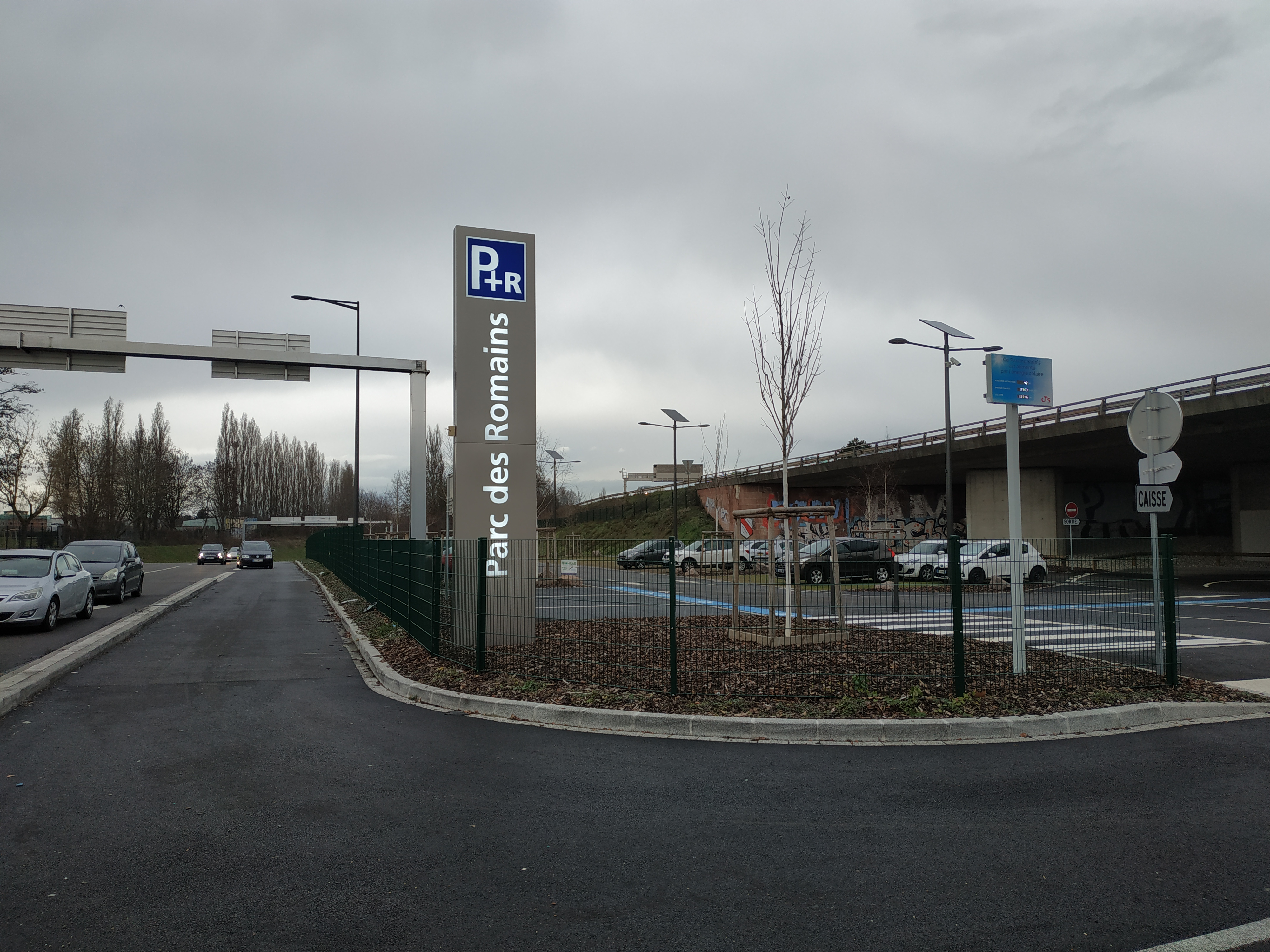
Signalisation d'entrée d'un P+R à Strasbourg.
Panneau allemand.
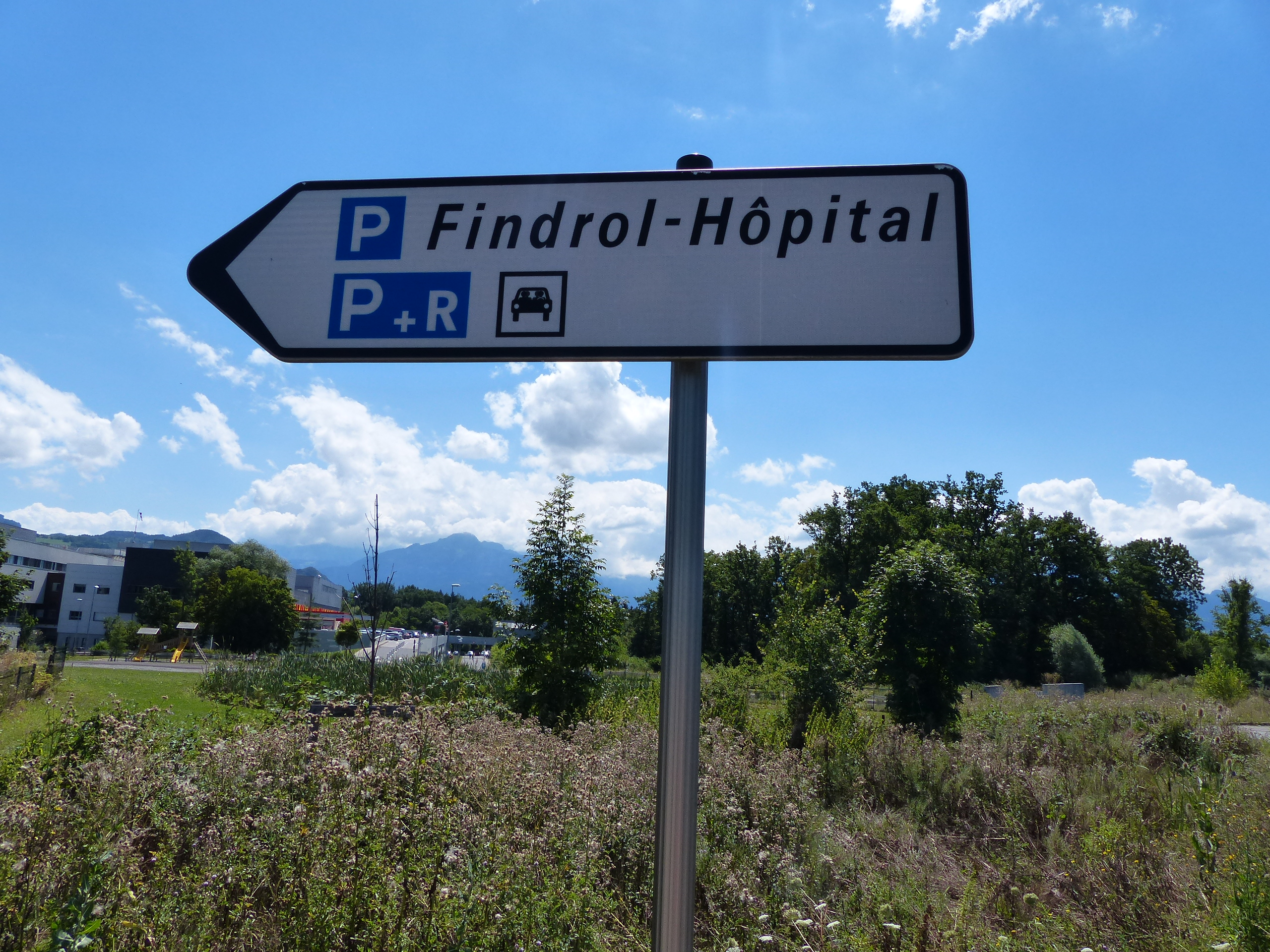
Pictogramme de parc relais sur un panneau directionnel français.